# Laudio Saria
Le Laudio Saria - Memorial Pablo Bilbao est une course cycliste espagnole qui se déroule au mois d'août autour de Laudio (Alava), dans la communauté autonome du Pays basque. Elle est organisée par la SC Llodiana.
Cette épreuve fait actuellement partie du calendrier du Torneo Lehendakari.

## Parcours
La course se dispute sur une boucle d'une trentaine de bornes à parcourir quatre fois dans la province d'Alava, pour une distance totale d'environ 130 kilomètres. La principale difficulté se situe vers le kilomètre 28 du circuit avec l'Alto de Garate, une ascension de quatre kilomètres dotée d'une pente moyenne de 6 % et de passages à plus de 12 %,.

## Palmarès depuis 1996
| Année     | Vainqueur               | Deuxième                 | Troisième           |
| --------- | ----------------------- | ------------------------ | ------------------- |
| 1996      | Iñaki Manterola (eu)    |                          |                     |
| 1997      | ?                       | ?                        | ?                   |
| 1998      | Jon Agirrebeitia        | Mikel Artetxe            | Iban Sastre         |
| 1999      | Gorka Arrizabalaga      | José Manuel Maestre      | Óscar Melero        |
| 2000      | Jon Bru                 | Iñaki Isasi              | Xabier Zandio       |
| 2001      | Dionisio Galparsoro     | Iker Camaño              | Gorka Beloki        |
| 2002      | Joseba Albizu           | David López García       | Santi Barranco      |
| 2003-2004 | ?                       | ?                        | ?                   |
| 2005      | Iván Gilmartín          | Francisco Gutiérrez      | Víctor García       |
| 2006      | Eder Salas              | Jon Mariñelarena         | Juan Pablo Uriarte  |
| 2007      | Garikoitz Atxa          | Juan Pablo Uriarte       | Diego Tamayo        |
| 2008      | Diego Tamayo            | Ibon Zugasti             | Garikoitz Zabaleta  |
| 2009      | Jagoba Arberas          | Abdelkader Belmokhtar    | Fabricio Ferrari    |
| 2010      | Yelko Gómez             | Víctor de la Parte       | Paul Kneppers       |
| 2011      | Jorge Martín Montenegro | David Gutiérrez Palacios | Asier Maeztu        |
| 2012      | pas de course           | pas de course            | pas de course       |
| 2013      | Imanol Estévez          | Beñat Txoperena          | Marcos Jurado       |
| 2014      | Egoitz Fernández        | Carlos Antón Jiménez     | Unai Elorriaga      |
| 2015      | Jorge Arcas             | Víctor Etxeberria        | Jonathan Lastra     |
| 2016      | Jaime Castrillo         | Aitor Rey                | Antonio Angulo      |
| 2017      | Xavier Cañellas         | Miguel Ángel Fernández   | José Antonio García |
| 2018      | Ibon Ruiz               | Xabier Murgiondo         | Jon Polledo         |
| 2019      | Juan Fernando Calle     | Ángel Fuentes            | Luciano Martínez    |
| 2020      | annulé                  | annulé                   | annulé              |
| 2021      | Julen Arriolabengoa     | Iván Cobo                | Calum Johnston      |
| 2022      | Jorge Gutiérrez         | Dylan Jiménez            | Haimar Etxeberria   |
| 2023      | Mikel Uncilla           | Haimar Etxeberria        | Pablo Ara           |
| 2024      | Samuel Fernández Heres  | Asier Castilla           | Sergio Trueba       |
| 2025      | Hugo Tapiz              | Óscar Rota               | Vicent Zaragoza     |